# Gulnara Kasmalieva
Gulnara Kasmalieva (Bisjkek, 1960) is een Kirgizisch beeldend kunstenaar. Ze werd vooral bekend als helft van het duo Kasmalieva en Djoemaliev dat ze vormt met haar levenspartner Muratbek Djoemaliev.
Kasmalieva studeerde samen met Djoemaliev aan de Staatsuniversiteit van Schone Kunsten in Kirgizië en vervolgens in de Sovjet-Unie ten tijde van de omwentelingen van de perestrojkapolitiek van Gorbatsjov. Zowel zij als haar partner zijn conservator in het cultuurcentrum ArtEast voor internationale tentoonstellingen en cursussen in Bisjkek.